# Pierre Salinger
Pierre Emil George Salinger (San Francisco (Californië), 14 juni 1925 – Cavaillon (Vaucluse), 16 oktober 2004) was een Amerikaans journalist, publicist, voorlichter en politicus. 
Na een aanvankelijke carrière in de journalistiek, trad hij in 1956 in dienst van senator John F. Kennedy. Hij werd zijn perschef en speelde in die hoedanigheid ook een belangrijke rol bij de verkiezingscampagne van 1960. 
Toen Kennedy president werd, werd hij perschef van het Witte Huis. Hij werd de architect van de persconferenties "nieuwe stijl", die vaak live op de televisie werden uitgezonden en waarbij journalisten de kans kregen om de president over willekeurig welk onderwerp te ondervragen. Na de moord op Kennedy werkte hij nog korte tijd onder diens opvolger Lyndon B. Johnson. Daarna zette hij zijn loopbaan voort als journalist (bij ABC), met een korte onderbreking in 1964 toen hij enkele maanden de staat Californië diende als senator namens de Democratische Partij.
Na het verongelukken van een Boeing 747 boven Long Island op 17 juli 1996, beweerde Salinger dat het ongeluk veroorzaakt was door een raket van de Amerikaanse marine. Hij gaf daarover als bron een document dat hij had gelezen op internet. Het klakkeloos voor waar aannemen wat op internet staat heet sindsdien het "Pierre Salinger-syndroom".
Salinger stelde in 2000 dat hij de Verenigde Staten zou verlaten als George W. Bush gekozen zou worden tot president. Toen dat daadwerkelijk gebeurde, voegde hij de daad bij het woord en vestigde zich in Frankrijk - hij had een Franse moeder - waar hij tot zijn dood zou wonen.
Salinger schreef tal van (onder meer politiek getinte) werken.
- Biblioteca Nacional de España: XX824047
- Bibliothèque nationale de France: cb119234781 (data)
- Catàleg d'autoritats de noms i títols de Catalunya: 981058512723506706
- Gemeinsame Normdatei: 119400324
- International Standard Name Identifier: 0000 0001 1750 3649
- Library of Congress Control Number: n50016587
- Nationale Bibliotheek van Letland: 000031494
- National Archives and Records Administration: 10581818
- Nationale Bibliotheek van Tsjechië: xx0020069
- Nationale Bibliotheek van Israël: 987007267395805171
- Nederlandse Thesaurus van Auteursnamen: 070422699
- SNAC: w6478dh6
- Système universitaire de documentation: 034172351
- Biographical Directory of the United States Congress: S000016
- Virtual International Authority File: 22148441
- WorldCat: E39PBJdx9gm83RbKhgFDwhcdcP